# Ламбтонский червь

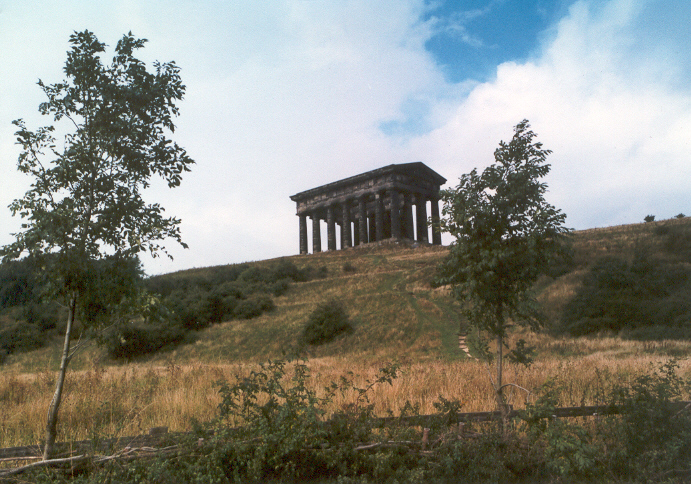
Монумент из Пеншоу, вид с юга; посвящён Джону Георгу Лэмбтону, первому графу Дарема.

Ламбтонский червь (англ. Lambton worm) — одна из самых известных легенд Северо-Восточной Англии. Она входит в местный фольклор, существует в письменной и устной форме, в пантомиме и песне.

## Легенда
Повествование ведётся вокруг Джона Лэмбтона, наследника поместья Лэмбтон в Дареме, и его битвы с гигантским червём (или змеем, драконом), опустошавшим окрестные сёла. Как и большинства народных легенд, у предания про Лэмбтона и змея существует множество вариантов.

## Происхождение змея
Легенда гласит, что юный Джон Лэмбтон был непослушен и однажды пропустил воскресное богослужение ради рыбалки на реке Уир. Во многих версиях этой истории по пути (или во время подготовки к рыбной ловле) Джон получает от некоего старика предупреждение, что пропуск был не к добру.
Джон Лэмбтон не поймал ничего, пока не закончилась церковная служба. После этого он выловил существо, похожее на угря или миногу; по стороны его саламандроподобной головы было по девять отверстий. В зависимости от рассказчика существо было либо размером с большой палец, либо около трёх футов. В некоторых версиях у существа были ноги, в других говорится, что оно было похоже на змею.
Старик вернулся, хотя в иных вариантах это был уже другой персонаж. Джон заявил, что поймал дьявола и решил выкинуть свою находку в ближайший колодец. Затем старик предупредил о природе твари.
После того Джон забывает о существе, а когда вырастает — отправляется в Святую землю в числе участников крестового похода.

## Буйство змея

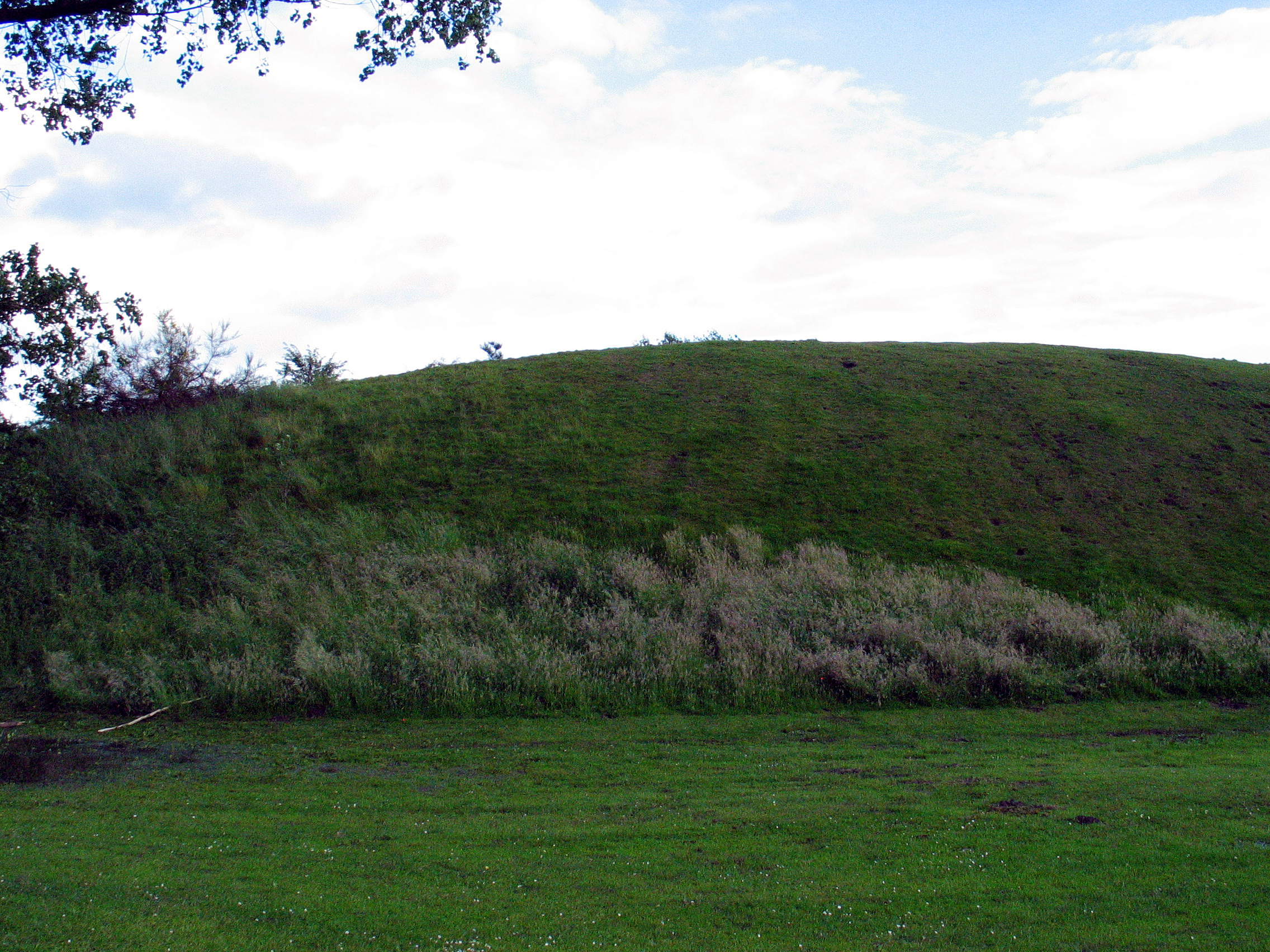
Холм змея (Worm hill), Фэтфилд, Вашингтон.

Тем временем червь вырастает до больших размеров и становится ядовитым. У жителей деревни пропадает скот, и они обнаруживают, что выросший змей выполз из колодца и свернулся вокруг местного холма.
Некоторые говорят, что то был холм Пеншоу (на котором теперь памятник), другие указывают на холм Вормхилл в Фэтфилде. Змей был настолько огромен, что оплёл холм три или девять раз; известная песня говорит о десяти. Говорят, что всё ещё можно увидеть следы червя на Вормхилл.
Змей устрашал окрестные деревни, пожирал овец, портил молоко у коров и крал маленьких детей. Потом он двигался к Ламбтонскому замку, где лорд (престарелый отец Джона Лэмбтона) откупился от твари ежедневным жертвованием молока из девяти хороших коров — двадцатью галлонами, или одним полным деревянным или каменным корытом.
Несколько отважных селян попытались убить зверя, но быстро погибли. Когда от змея отрубали часть, она просто прирастала обратно. Рыцари, посещавшие эту местность, также пытались извести змея, но никто из них не выжил. Когда змея раздражали, он своим хвостом выкорчёвывал дерево и, размахивая им как дубиной, сокрушал всё вокруг.

## Победа над змеем
Через семь лет Джон Лэмбтон возвращается из крестового похода и находит земли своего отца находящимися в упадке из-за змея. Джон решил сражаться, но сначала поискал совета мудрой женщины (или ведьмы) близ Дарема.
Ведьма укрепляет решимость Джона убить зверя, объясняя его вину в появлении чудовища. Она советует ему покрыть броню наконечниками копий и сражаться со змеем в реке Уир, где он тогда проводил свои дни, свернувшись вокруг большого камня. Ведьма также сказала Джону, что после убийства змея он должен убить первое попавшееся ему на глаза живое существо, иначе весь его род будет проклят: в течение девяти поколений никто из его потомков не умрёт в своей постели.
Джон приготовил свою броню согласно совету и договорился с отцом, что после убийства червя он протрубит в рог три раза: по этому знаку отец освободит его любимую собаку, которую Джон затем убьёт, чтобы избежать проклятия.
В соответствии с планом Джон Лэмбтон сразился со змеем в реке. Змей пытался задушить его в кольцах, но напоролся на шипы. Кусочки змея уносила вода прежде, чем он смог исцелиться. В конце концов змей оказался мёртв, и Джон протрубил три раза.

## Проклятие Лэмбтона
К несчастью, отец Джона был настолько взволнован уничтожением чудовища, что забыл освободить собаку и выбежал, чтобы поздравить сына. Джон, конечно, не смог убить отца. Уже после их встречи собаку отвязали, и Джон её убил — но было поздно, и семь (или девять) поколений Лэмбтонов были прокляты, и не могли умереть своей смертью.
Некоторые Лэмбтоны действительно умерли не своей смертью, что могло закрепить устойчивость легенды. Так, согласно легенде сын Джона Лэмбтона — Роберт — утонул в Ньюриге. Уильям Лэмбтон погиб при Марстон-Муре в 1644 году, Генри Лэмбтон умер в карете 26 июня 1761 года, пересекая Лэмбтонский мост. (Рассказывают, что генерал-майор Джон Лэмбтон, брат Генри, всегда держал кнут у своей кровати, чтобы при необходимости отбить нападение. Он умер в своей постели в преклонных годах.)

## Родосский дракон
Легенда о лэмбтонском змее сложилась в XIV—XV вв. На неё могло повлиять то, что Джон Лэмбтон был рыцарем Родоса, и с его орденом связывалась легенда о драконе, убитом в 1345 году Дьедонне де Гозоном (Dieudonné de Goza) из Прованса.

## Песня
Легенда породила песню, записанную в 1867 году К. М. Лейманом (оно прошло через устную традицию и имеет вариации). Наиболее выразительно песня поётся на мэкемском диалекте. Её текст:
| One Sunday mornin' Lambton went             |                                           |
| A-fishing in the Wear;                      |                                           |
| An' catched a fish upon he’s heuk           | (=caught) (=his hook)                     |
| He thowt leuk’t vary queer.                 | (=thought looked very strange)            |
| But whatt’n a kind ov fish it was           | (=what kind of)                           |
| Young Lambton cudden’t tell-                |                                           |
| He waddn’t fash te carry’d hyem,            | (=could not be bothered to carry it home) |
| So he hoyed it doon a well                  | (=threw it down)                          |
|                                             |                                           |
| Chorus                                      |                                           |
| Whisht! lads, haad yor gobs,                | (=Be quiet, boys, shut your mouths)       |
| An' aa’ll tell ye aall an aaful story,      | (=I’ll tell you all an awful)             |
| Whisht! lads, haad yor gobs,                |                                           |
| An' Aa’ll tel ye 'boot the worm.            | (=about)                                  |
|                                             |                                           |
| Noo Lambton felt inclined te gan            | (=go)                                     |
| An' fight i' foreign wars.                  |                                           |
| He joined a troop ov Knights that cared     |                                           |
| For nowther woonds nor scars,               | (=neither wounds)                         |
| An' off he went te Palestine                |                                           |
| Where queer things him befel,               |                                           |
| An varry seun forgat aboot                  | (=very soon forgot about)                 |
| The queer worm i' tha well.                 |                                           |
|                                             |                                           |
| But the worm got fat an' grewed an' grewed, |                                           |
| An' grewed an aaful size;                   |                                           |
| He’d greet big teeth, a greet big gob,      |                                           |
| An greet big goggly eyes.                   |                                           |
| An' when at neets he craaled aboot          | (=nights) (=crawled around)               |
| Te pick up bits o' news,                    |                                           |
| If he felt dry upon the road,               |                                           |
| He’d milk a dozen coos.                     | (=cows)                                   |
|                                             |                                           |
| This feorful worm would often feed          | (=fearful)                                |
| On caalves an' lambs an' sheep,             |                                           |
| An' swally little bairns alive              | (=swallow) (=children)                    |
| When they laid doon te sleep.               |                                           |
| An when he’d eaten aall he cud              | (=all he could)                           |
| An' he had had he’s fill,                   |                                           |
| He craaled away an' lapped he’s tail        | (=wrapped)                                |
| Ten times roond Pensha Hill.                |                                           |
|                                             |                                           |
| The news ov this myest aaful worm           | (=most)                                   |
| An' his queer gannins on                    | (=goings-on)                              |
| Seun crossed the seas, gat te the ears      | (=soon) (=got to)                         |
| Ov brave an' bowld Sor John.                |                                           |
| So hyem he cam an' catched the beast,       | (=home he came and caught)                |
| An' cut 'im in twe haalves,                 | (=cut him in two halves)                  |
| An' that seun stopped hes eatin' bairns     |                                           |
| An' sheep an' lambs an' caalves.            |                                           |
|                                             |                                           |
| So noo ye knaa hoo aall the foaks           | (=now you know how all the folk)          |
| On byeth sides ov the Wear                  | (=both)                                   |
| Lost lots o' sheep an' lots o' sleep        |                                           |
| An leeved i' mortal feor.                   | (=And lived in mortal fear)               |
| So let’s hev one te brave Sor John          | (=let’s drink to brave Sir John)          |
| That kept the bairns frae harm,             | (=from)                                   |
| Saved coos an' calves by myekin' haalves    | (=making halves)                          |
| O' the famis Lambton Worm.                  | (=famous)                                 |

## В популярной культуре

### Книга
Роман Брэма Стокера 1911 года «Логово белого червя» в значительной степени основан на легенде о Лэмбтонском змее.
Этот миф, наряду со другими легендами Северо-востока Англии, пересказан в графической новелле Алиса в Сандерленде Брайана Тэлбота.
Главный герой графической новеллы «Роза» художника Джеффа Смита также получил похожий совет для победы над драконом.

### Опера
«Лэмбтонский змей» (1978) — опера в двух актах композитора Роберта Шёрлоу Джонсона с либретто оксфордской поэтессы Энн Ридлер. В опере одиннадцать сольных ролей (четыре из них главные), хор и оркестр.

### Фильм
В 1988 году вышел фильм Логово белого червя, основанный на романе Стокера. Песня Леймана исполняется в фильме в обработке Эмилио Переса Мачадо и Стивена Повиса как «Дэмптонский змей».